# Леденик (Кошка)
Леденик је насељено место у саставу општине Кошка у Осјечко-барањској жупанији, Република Хрватска.

## Историја
До територијалне реорганизације у Хрватској налазио се у саставу старе општине Нашице.

## Становништво
На попису становништва 2011. године, Леденик је имао 189 становника.

## Попис1991.
На попису становништва 1991. године, насељено место Леденик је имало 388 становника, следећег националног састава:
| Попис 1991.‍  | Попис 1991.‍  | Попис 1991.‍ | Попис 1991.‍ | Попис 1991.‍ |
| ------------ | ------------ | ----------- | ----------- | ----------- |
|              |              |             |             |             |
| Хрвати       | Хрвати       |             | 192         | 49,48%      |
| Срби         | Срби         |             | 168         | 43,29%      |
| Југословени  | Југословени  |             | 9           | 2,31%       |
| Словаци      | Словаци      |             | 2           | 0,51%       |
| Грци         | Грци         |             | 1           | 0,25%       |
| Муслимани    | Муслимани    |             | 1           | 0,25%       |
| неопредељени | неопредељени |             | 2           | 0,51%       |
| непознато    | непознато    |             | 13          | 3,35%       |
| укупно: 388  |              |             |             |             |